# Montagne Fillion
La montagne Fillion est une montagne située à Saint-Nazaire-de-Dorchester dans la MRC Bellechasse, dans la région administrative Chaudière-Appalaches. Elle culmine à 692 mètres d'altitude.